# 69e brigade de couverture
Pour les articles homonymes, voir 69e brigade.
La 69e brigade de couverture (russe : 69-я отдельная бригада прикрытия, abrégé en 69 обрп), de son nom complet la 69e brigade de couverture des cosaques de l'Amour Svirsko-Pomeranskaïa (« de la Svir et de Poméranie ») (en russe : 69-я отдельная Свирско-Померанская Краснознамённая ордена Красной Звезды, Амурская казачья бригада прикрытия), numéro d'unité militaire 61424, est une unité unique de protection des frontières des forces terrestres russes, correspondant à une brigade de fusiliers motorisés. L'unité fait partie de 35e armée combinée, basée à Babstovo (en) (oblast autonome juif) dans le district militaire est.

## Historique
La brigade reprend les traditions d'unités soviétiques antérieures, remontant à la Seconde Guerre mondiale : d'abord la 272e division de fusiliers, formée pour la première fois à l'été 1941 et engagée dans la guerre de Continuation avec la Finlande au nord de Leningrad sur l'isthme de Carélie. Après le retrait de la Finlande de la guerre en septembre 1944, la division est de nouveau envoyée au front en janvier 1945, combattant dans l'offensive de Poméranie orientale. Après la guerre, la division est transférée à Koursk, où elle devient une brigade de fusiliers en 1947. Reclassée dans la 272e division en 1953, elle est renumérotée 46e division de fusiliers en 1955, devenant une division de fusiliers motorisés en 1957, avant de reprendre sa numérotation d'origine de la Seconde Guerre mondiale en 1964. À la suite de la rupture sino-soviétique, la division est transférée à Babstovo (en) en Extrême-Orient en 1967. En 1989, elle est renommée en 128e division de mitrailleuses et d'artillerie, puis réduite en 173e brigade mobile de forteresse quatre ans plus tard. Reconvertie en 128e division de mitrailleuses et d'artillerie en 1997, la brigade change une nouvelle fois de nom en 2009 à la suite de la réforme militaire russe de 2008.

### Invasion russe de l'Ukraine
Le 24 février, la 35e armée combinée entre dans l'oblast de Kiev depuis la Biélorussie. La 69e brigade et la 38e brigade de fusiliers motorisés restent en arrière pour protéger le flanc russe à l'ouest de l'oblast de Jytomyr, notamment autour de Sloboda-Kukharska et Kukhari, où ils font face à la 10e brigade d'assaut de montagne.
Après le retrait du nord de l'Ukraine, la brigade est déployée dans le Donbass où elle tente de progresser vers Sloviansk, mais est retenue près de Krasnopillia par la 81e brigade aéromobile. Elle reste dans le secteur d'Izioum jusqu'en septembre, où elle surprise par la contre-offensive de Kharkiv et bat en retraite. Elle est par la suite redéployé avec le reste de la 35e armée dans l'oblast de Kherson où elle se retire abandonnant du matériel, puis dans l'oblast de Zaporijjia (près de Polohy), où elle retient la contre-offensive ukrainienne. En janvier 2024, elle est localisée au sud de Pisky dans le cadre de l'offensive russe sur d'Avdiïvka.